# Lyophyllum striaepileum
Lyophyllum striaepileum är en svampart som tillhör divisionen basidiesvampar, och som först beskrevs av Fr., och fick sitt nu gällande namn av Kuulo A. Kalamees. Lyophyllum striaepileum ingår i släktet Lyophyllum, och familjen Lyophyllaceae. Arten är reproducerande i Sverige.